# 佩德罗·贝莱斯
何塞·佩德罗·安东尼奥·贝莱斯·德·苏尼加（西班牙語：José Pedro Antonio Vélez de Zúñiga；1787年7月28日—1848年8月5日）墨西哥政治家和律师。1829年出任墨西哥临时总统。